# Peruviogomphus
Genre
Peruviogomphus est un genre de libellules de la famille des Gomphidae (sous-ordre des Anisoptères, ordre des Odonates).

## Liste d'espèces
Selon BioLib (26 novembre 2021) :
- Peruviogomphus bellei Machado, 2005
- Peruviogomphus moyobambus Klots, 1944
- Peruviogomphus pearsoni Belle, 1979